# ای‌اف‌سی کاپ ۲۰۱۳
ای‌اف‌سی کاپ ۲۰۱۳ دهمین دوره ای‌اف‌سی کاپ بود، یک رقابت فوتبال که توسط کنفدراسیون فوتبال آسیا (ای‌اف‌سی) برای باشگاه‌های "کشورهای در حال توسعه" در آسیا برگزار شد.
در فینالی تماماً کویتی، الکویت، مدافع عنوان قهرمانی، القادسیه را با نتیجه ۲–۰ شکست داد و سومین عنوان قهرمانی خود در ای‌اف‌سی کاپ را در پنج سال اخیر به دست آورد و به اولین تیمی تبدیل شد که سه بار ای‌اف‌سی کاپ را فتح کرده است. هر دو فینالیست همچنین به لیگ قهرمانان آسیا ۲۰۱۴ راه یافتند.

## تخصیص ورودی‌ها به ازای هر انجمن
ای‌اف‌سی رویه تصمیم‌گیری در مورد فدراسیون‌های شرکت‌کننده و تخصیص سهمیه‌ها را مشخص کرد و تصمیم نهایی در نوامبر ۲۰۱۲ توسط ای‌اف‌سی اتخاذ شد. در صورت تأیید درخواست‌های زیر توسط هر فدراسیون، تغییرات زیر در فهرست فدراسیون‌های شرکت‌کننده ممکن است از ای‌اف‌سی کاپ ۲۰۱۲ اعمال شود:
- فدراسیونی که در ابتدا در ای‌اف‌سی کاپ شرکت کرده است، می‌تواند برای شرکت در لیگ قهرمانان آسیا ۲۰۱۳ درخواست دهد. یک فدراسیون در صورتی که فقط بخشی از معیارهای لیگ قهرمانان آسیا را برآورده کند، می‌تواند در هر دو لیگ قهرمانان آسیا و ای‌اف‌سی کاپ شرکت کند.
- فدراسیونی که در ابتدا در جام پرزیدنت آسیا شرکت کرده است، می‌تواند برای شرکت در ای‌اف‌سی کاپ ۲۰۱۳ درخواست دهد.

تغییرات زیر در فدراسیون‌های شرکت‌کننده نسبت به سال قبل ایجاد شده است:
- بازندگان پلی آف مقدماتی لیگ قهرمانان آسیا در ای‌اف‌سی کاپ شرکت نکردند.
- از سال ۲۰۱۳، ای‌اف‌سی حضور باشگاه‌های تاجیکستان را از جام پرزیدنت آسیا به ای‌اف‌سی کاپ ارتقا داد.[۴]

به هر فدراسیون شرکت‌کننده دو ورودی داده شد:
- تیم ۱ (قهرمان لیگ) هر فدراسیون مستقیماً وارد مرحله گروهی شد.
- تیم ۲ (قهرمان جام یا نایب قهرمان لیگ) هر فدراسیون یا مستقیماً وارد مرحله گروهی شد یا بسته به ارزیابی ای‌اف‌سی وارد پلی آف مقدماتی شد.

| انجمن عضو | سهمیه‌ها     | سهمیه‌ها |
| انجمن عضو | مرحله گروهی | پلی آف  |
| --------- | ----------- | ------- |
| بحرین     | ۲           | ۰       |
| عراق      | ۲           | ۰       |
| اردن      | ۲           | ۰       |
| کویت      | ۲           | ۰       |
| لبنان     | ۲           | ۰       |
| عمان      | ۲           | ۰       |
| سوریه     | ۱           | ۱       |
| تاجیکستان | ۱           | ۱       |
| یمن       | ۱           | ۱       |
| مجموع     | ۱۵          | ۳       |

| انجمن عضو | سهمیه‌ها     | سهمیه‌ها |
| انجمن عضو | مرحله گروهی | پلی آف  |
| --------- | ----------- | ------- |
| هنگ کنگ   | ۲           | ۰       |
| هند       | ۲           | ۰       |
| اندونزی   | ۲           | ۰       |
| مالزی     | ۲           | ۰       |
| مالدیو    | ۲           | ۰       |
| میانمار   | ۲           | ۰       |
| سنگاپور   | ۲           | ۰       |
| ویتنام    | ۲           | ۰       |
| مجموع     | ۱۶          | ۰       |

## تیم‌ها
| تیم                                                    | نحوه صلاحیت                                            | حضور                                                   | آخرین                                                  |
| تیم‌های راه‌یافته مستقیم به مرحله گروهی (گروه‌های A تا D) | تیم‌های راه‌یافته مستقیم به مرحله گروهی (گروه‌های A تا D) | تیم‌های راه‌یافته مستقیم به مرحله گروهی (گروه‌های A تا D) | تیم‌های راه‌یافته مستقیم به مرحله گروهی (گروه‌های A تا D) |
| ------------------------------------------------------ | ------------------------------------------------------ | ------------------------------------------------------ | ------------------------------------------------------ |
| الرفاع                                                 | قهرمان لیگ دسته اول بحرین ۱۲–۲۰۱۱                      | دومین                                                  | ۲۰۱۰                                                   |
| المحرق                                                 | قهرمان جام پادشاهی بحرین ۲۰۱۲                          | پنجمین                                                 | ۲۰۰۹                                                   |
| اربیل                                                  | قهرمان لیگ نخبگان عراق ۱۲–۲۰۱۱                         | چهارمین                                                | ۲۰۱۲                                                   |
| دهوک                                                   | نایب قهرمان لیگ نخبگان عراق ۱۲–۲۰۱۱                    | دومین                                                  | ۲۰۱۱                                                   |
| الفیصلی                                                | قهرمان لیگ اردن ۱۲–۲۰۱۱ و جام حذفی اردن ۱۲–۲۰۱۱        | هفتمین                                                 | ۲۰۱۲                                                   |
| الرمثا                                                 | نایب قهرمان لیگ اردن ۱۲–۲۰۱۱                           | اولین                                                  | نداشته                                                 |
| القادسیه                                               | قهرمان لیگ برتر کویت ۱۲–۲۰۱۱ و جام امیر کویت ۱۲–۲۰۱۱   | چهارمین                                                | ۲۰۱۲                                                   |
| الکویت                                                 | نایب قهرمان لیگ برتر کویت ۱۲–۲۰۱۱                      | پنجمین                                                 | ۲۰۱۲                                                   |
| صفا                                                    | قهرمان لیگ برتر لبنان ۱۲–۲۰۱۱                          | چهارمین                                                | ۲۰۱۲                                                   |
| الانصار                                                | قهرمان جام حذفی لبنان ۱۲–۲۰۱۱                          | چهارمین                                                | ۲۰۱۱                                                   |
| فنجاء                                                  | قهرمان لیگ نخبگان عمان ۱۲–۲۰۱۱                         | اولین                                                  | نداشته                                                 |
| ظفار                                                   | قهرمان جام سلطان قابوس ۲۰۱۱                            | سومین                                                  | ۲۰۰۷                                                   |
| الشرطه                                                 | قهرمان لیگ برتر سوریه ۱۲–۲۰۱۱                          | دومین                                                  | ۲۰۱۲                                                   |
| روشن کولاب                                             | قهرمان لیگ تاجیکستان ۲۰۱۲                              | اولین                                                  | نداشته                                                 |
| الشعب اب                                               | قهرمان لیگ یمن ۱۲–۲۰۱۱                                 | دومین                                                  | ۲۰۰۴                                                   |
| شرکت‌کنندگان پلی آف مقدماتی                             |                                                        |                                                        |                                                        |
| الوحده                                                 | قهرمان جام حذفی سوریه ۲۰۱۲                             | دومین                                                  | ۲۰۰۴                                                   |
| ریگر-تداز                                              | قهرمان جام حذفی تاجیکستان ۲۰۱۲                         | اولین                                                  | نداشته                                                 |
| الاهلی تعز                                             | قهرمان جام رئیس دولت یمن ۲۰۱۲                          | اولین                                                  | نداشته                                                 |

| تیم                                             | نحوه صلاحیت                                            | حضور                                            | آخرین                                           |
| شرکت‌کنندگان مستقیم مرحله گروهی (گروه‌های E تا H) | شرکت‌کنندگان مستقیم مرحله گروهی (گروه‌های E تا H)        | شرکت‌کنندگان مستقیم مرحله گروهی (گروه‌های E تا H) | شرکت‌کنندگان مستقیم مرحله گروهی (گروه‌های E تا H) |
| ----------------------------------------------- | ------------------------------------------------------ | ----------------------------------------------- | ----------------------------------------------- |
| کیتچی                                           | قهرمان لیگ دسته اول هنگ کنگ ۱۲–۲۰۱۱                    | سومین                                           | ۲۰۱۲                                            |
| سان هی                                          | قهرمان جام چالشی بزرگسالان هنگ کنگ ۱۲–۲۰۱۱             | چهارمین                                         | ۲۰۰۷                                            |
| بنگال شرقی                                      | نایب قهرمان آی‌لیگ ۱۲–۲۰۱۱ قهرمان جام فدراسیون هند ۲۰۱۲ | هفتمین                                          | ۲۰۱۲                                            |
| چرچیل برادرز                                    | رتبه سوم آی‌لیگ ۱۲–۲۰۱۱[نکته هند]                       | دومین                                           | ۲۰۱۰                                            |
| سمن پادانگ                                      | قهرمان لیگ برتر اندونزی ۱۲–۲۰۱۱                        | اولین                                           | نداشته                                          |
| پرسیبو بوجونگورو                                | قهرمان جام حذفی اندونزی ۲۰۱۲                           | اولین                                           | نداشته                                          |
| کلانتان                                         | قهرمان سوپر لیگ مالزی ۲۰۱۲ و جام حذفی مالزی ۲۰۱۲       | دومین                                           | ۲۰۱۲                                            |
| سلانگور                                         | رتبه سوم سوپر لیگ مالزی ۲۰۱۲[نکته مالزی]               | سومین                                           | ۲۰۱۰                                            |
| نیو رادیانت                                     | قهرمان لیگ دیوهی ۲۰۱۲                                  | پنجمین                                          | ۲۰۰۸                                            |
| مازیا                                           | قهرمان جام حذفی مالدیو ۲۰۱۲                            | اولین                                           | نداشته                                          |
| یانگون یونایتد                                  | قهرمان لیگ ملی میانمار ۲۰۱۲                            | دومین                                           | ۲۰۱۲                                            |
| آیه‌یاوادی یونایتد                               | قهرمان جام حذفی میانمار ۲۰۱۲                           | دومین                                           | ۲۰۱۲                                            |
| تامپینس روفرز                                   | قهرمان اس‌لیگ ۲۰۱۲                                      | ششمین                                           | ۲۰۱۲                                            |
| واریورس (قبلا سنگاپور آرمد فورسس نام داشت)      | قهرمان جام حذفی سنگاپور ۲۰۱۲                           | سومین                                           | ۲۰۰۸                                            |
| دانانگ                                          | قهرمان وی‌لیگ ۲۰۱۲                                      | دومین                                           | ۲۰۱۰                                            |
| سوان تان سایگون                                 | قهرمان جام حذفی ویتنام ۲۰۱۲                            | اولین                                           | نداشته                                          |

المحرق (بحرین) پس از قرعه‌کشی انصراف داد. در نتیجه، ریگر-تداز (تاجیکستان) که در ابتدا قرار بود وارد پلی آف مقدماتی شود، مستقیماً وارد مرحله گروهی شد و تنها دو تیم در پلی آف مقدماتی شرکت کردند.
نکات
1. ^ هند: دمپو، قهرمان آی‌لیگ ۱۲–۲۰۱۱، از ورود به ای‌اف‌سی کاپ ۲۰۱۳ خودداری کرد، بنابراین آنها با چرچیل برادرز، تیم سوم لیگ هند در فصل ۱۲–۲۰۱۱، جایگزین شدند.[۶]
2. ^ مالزی: اگرچه سلانگور در سوپر لیگ مالزی ۲۰۱۲ سوم شد، اما به دلیل نایب قهرمانی لیگ توسط لایونز تویلو، تیمی که توسط فدراسیون فوتبال سنگاپور هدایت می‌شود، و بنابراین واجد شرایط نمایندگی مالزی در مسابقات قاره‌ای نیست، به آنها جایگاه دوم ای‌اف‌سی کاپ اعطا شد.

## برنامه
برنامه مسابقات به شرح زیر بود (تمام قرعه‌کشی‌ها در دفتر مرکزی ای‌اف‌سی در کوالا لامپور، مالزی برگزار شد).
| مرحله          | دور           | تاریخ قرعه‌کشی | بازی رفت             | بازی برگشت           |
| -------------- | ------------- | ------------- | -------------------- | -------------------- |
| پلی آف مقدماتی | دور ۱         | ۶ دسامبر ۲۰۱۲ | ۹ فوریه ۲۰۱۳         | ۹ فوریه ۲۰۱۳         |
| مرحله گروهی    | هفته ۱        | ۶ دسامبر ۲۰۱۲ | ۵–۶ مارس ۲۰۱۳        | ۵–۶ مارس ۲۰۱۳        |
| مرحله گروهی    | هفته ۲        | ۶ دسامبر ۲۰۱۲ | ۱۲–۱۳ مارس ۲۰۱۳      | ۱۲–۱۳ مارس ۲۰۱۳      |
| مرحله گروهی    | هفته ۳        | ۶ دسامبر ۲۰۱۲ | ۲–۳ آوریل ۲۰۱۳       | ۲–۳ آوریل ۲۰۱۳       |
| مرحله گروهی    | هفته ۴        | ۶ دسامبر ۲۰۱۲ | ۹–۱۰ آوریل ۲۰۱۳      | ۹–۱۰ آوریل ۲۰۱۳      |
| مرحله گروهی    | هفته ۵        | ۶ دسامبر ۲۰۱۲ | ۲۳–۲۴ آوریل ۲۰۱۳     | ۲۳–۲۴ آوریل ۲۰۱۳     |
| مرحله گروهی    | هفته ۶        | ۶ دسامبر ۲۰۱۲ | ۳۰ آوریل – ۱ مه ۲۰۱۳ | ۳۰ آوریل – ۱ مه ۲۰۱۳ |
| مرحله حذفی     | یک‌هشتم نهایی  | ۶ دسامبر ۲۰۱۲ | ۱۴–۱۵ مه ۲۰۱۳        | ۱۴–۱۵ مه ۲۰۱۳        |
| مرحله حذفی     | یک‌چهارم نهایی | ۲۰ ژوئن ۲۰۱۳  | ۱۷ سپتامبر ۲۰۱۳      | ۲۴ سپتامبر ۲۰۱۳      |
| مرحله حذفی     | نیمه نهایی    | ۲۰ ژوئن ۲۰۱۳  | ۱ اکتبر ۲۰۱۳         | ۲۲ اکتبر ۲۰۱۳        |
| مرحله حذفی     | فینال         | ۲۰ ژوئن ۲۰۱۳  | ۲ نوامبر ۲۰۱۳        | ۲ نوامبر ۲۰۱۳        |

برای سال ۲۰۱۳، مرحله یک‌هشتم نهایی به جای دو بازی رفت و برگشت که در ابتدا برنامه‌ریزی شده بود، به صورت تک‌بازی برگزار شد.

## پلی آف مقدماتی
قرعه‌کشی مرحله پلی آف مقدماتی در ۶ دسامبر ۲۰۱۲ برگزار شد. هر بازی به صورت تک‌بازی انجام شد و در صورت لزوم از وقت اضافه و ضربات پنالتی برای تعیین برنده استفاده شد. برنده به مرحله گروهی راه می‌یابد تا به جمع ۳۱ تیم راه یافته به مرحله گروهی بپیوندد.

به دلیل انصراف المحرق پس از قرعه‌کشی، ریگر-تداز که در ابتدا قرار بود برای حضور در مرحله گروهی با برنده بازی بین الوحده و الاهلی تعز بازی کند، مستقیماً در گروه A قرار گرفت، در حالی که برنده بازی بین الوحده و الاهلی تعز به گروه B وارد شد تا جایگزین المحرق شود.
| تیم ۱  | نتیجه | تیم ۲      |
| ------ | ----- | ---------- |
| الوحده | ۳–۵   | الاهلی تعز |

## مرحله گروهی
قرعه‌کشی مرحله گروهی در ۶ دسامبر ۲۰۱۲ برگزار شد. ۳۲ تیم در هشت گروه چهار تیمی قرار گرفتند. تیم‌های یک فدراسیون نمی‌توانند در یک گروه قرار بگیرند. هر گروه به صورت رفت و برگشت نوبت‌گردشی برگزار شد. تیم‌های اول و دوم هر گروه به مرحله یک‌هشتم نهایی راه یافتند.
معیارهای تساوی‌شکن
باشگاه‌ها بر اساس امتیاز رتبه‌بندی می‌شوند و معیارهای تساوی‌شکن به ترتیب زیر است:
1. بیشترین تعداد امتیاز کسب شده در مسابقات گروهی بین تیم‌های مربوطه؛
2. تفاضل گل حاصل از مسابقات گروهی بین تیم‌های مربوطه؛ (گل‌های خارج از خانه اعمال نمی‌شود)
3. بیشترین تعداد گل زده شده در مسابقات گروهی بین تیم‌های مربوطه؛ (گل‌های خارج از خانه اعمال نمی‌شود)
4. تفاضل گل در تمام مسابقات گروهی؛
5. بیشترین تعداد گل زده شده در تمام مسابقات گروهی؛
6. اگر فقط دو تیم درگیر باشند و هر دو در زمین بازی باشند، ضربات پنالتی زده می‌شود؛
7. امتیاز کمتر بر اساس تعداد کارت‌های زرد و قرمز دریافت شده در مسابقات گروهی محاسبه می‌شود؛ (۱ امتیاز برای هر کارت زرد، ۳ امتیاز برای هر کارت قرمز در نتیجه دو کارت زرد، ۳ امتیاز برای هر کارت قرمز مستقیم، ۴ امتیاز برای هر کارت زرد و به دنبال آن یک کارت قرمز مستقیم)
8. قرعه‌کشی.

### گروه A
| تیم       | بازی | برد | تساوی | باخت | گل‌زده | گل‌خورده | تفاضل‌گل | امتیاز |
| --------- | ---- | --- | ----- | ---- | ----- | ------- | ------- | ------ |
| الکویت    | ۶    | ۴   | ۰     | ۲    | ۱۵    | ۶       | ۹       | ۱۲     |
| الرفاع    | ۶    | ۳   | ۱     | ۲    | ۹     | ۶       | ۳       | ۱۰     |
| صفا       | ۶    | ۳   | ۱     | ۲    | ۷     | ۸       | -۱      | ۱۰     |
| ریگر-تداز | ۶    | ۰   | ۲     | ۴    | ۵     | ۱۶      | -۱۵     | ۲      |

### گروه B
| تیم        | بازی | برد | تساوی | باخت | گل‌زده | گل‌خورده | تفاضل‌گل | امتیاز |
| ---------- | ---- | --- | ----- | ---- | ----- | ------- | ------- | ------ |
| اربیل      | ۶    | ۶   | ۰     | ۰    | ۱۷    | ۰       | ۱۷      | ۱۸     |
| فنجاء      | ۶    | ۳   | ۱     | ۲    | ۹     | ۶       | ۳       | ۱۰     |
| الانصار    | ۶    | ۲   | ۱     | ۳    | ۷     | ۹       | -۲      | ۷      |
| الاهلی تعز | ۶    | ۰   | ۰     | ۶    | ۲     | ۲۰      | -۱۸     | ۲      |

### گروه C
| تیم      | بازی | برد | تساوی | باخت | گل‌زده | گل‌خورده | تفاضل‌گل | امتیاز |
| -------- | ---- | --- | ----- | ---- | ----- | ------- | ------- | ------ |
| الفیصلی  | ۶    | ۴   | ۱     | ۱    | ۹     | ۵       | ۴       | ۱۳     |
| دهوک     | ۶    | ۴   | ۰     | ۲    | ۱۶    | ۶       | ۸       | ۱۲     |
| ظفار     | ۶    | ۳   | ۱     | ۲    | ۸     | ۱۲      | -۴      | ۱۰     |
| الشعب اب | ۶    | ۰   | ۰     | ۰    | ۳     | ۱۱      | -۸      | ۰      |

### گروه D
| تیم        | بازی | برد | تساوی | باخت | گل‌زده | گل‌خورده | تفاضل‌گل | امتیاز |
| ---------- | ---- | --- | ----- | ---- | ----- | ------- | ------- | ------ |
| القادسیه   | ۶    | ۴   | ۱     | ۱    | ۱۳    | ۷       | ۹       | ۱۳     |
| الشرطه     | ۶    | ۴   | ۰     | ۲    | ۸     | ۵       | ۳       | ۱۲     |
| الرمثا     | ۶    | ۳   | ۱     | ۲    | ۱۰    | ۷       | ۳       | ۱۰     |
| روشن کولاب | ۶    | ۰   | ۰     | ۶    | ۲     | ۱۷      | -۱۵     | ۰      |

### گروه E
| تیم          | بازی | برد | تساوی | باخت | گل‌زده | گل‌خورده | تفاضل‌گل | امتیاز |
| ------------ | ---- | --- | ----- | ---- | ----- | ------- | ------- | ------ |
| سمن پادانگ   | ۶    | ۵   | ۱     | ۰    | ۱۵    | ۶       | ۹       | ۱۶     |
| کیتچی        | ۶    | ۴   | ۰     | ۲    | ۱۸    | ۷       | ۱۱      | ۱۲     |
| چرچیل برادرز | ۶    | ۱   | ۱     | ۴    | ۵     | ۱۳      | -۷      | ۴      |
| واریورس      | ۶    | ۰   | ۱     | ۵    | ۴     | ۱۷      | -۱۳     | ۱      |

### گروه F
| تیم              | بازی | برد | تساوی | باخت | گل‌زده | گل‌خورده | تفاضل‌گل | امتیاز |
| ---------------- | ---- | --- | ----- | ---- | ----- | ------- | ------- | ------ |
| نیو رادیانت      | ۶    | ۵   | ۰     | ۱    | ۲۰    | ۴       | ۱۶      | ۱۵     |
| یانگون یونایتد   | ۶    | ۵   | ۰     | ۱    | ۱۸    | ۵       | ۱۳      | ۱۵     |
| سان هی           | ۶    | ۱   | ۱     | ۴    | ۱۲    | ۱۲      | ۰       | ۴      |
| پرسیبو بوجونگورو | ۶    | ۰   | ۱     | ۵    | ۵     | ۳۴      | -۲۹     | ۱      |

### گروه G
| تیم               | بازی | برد | تساوی | باخت | گل‌زده | گل‌خورده | تفاضل‌گل | امتیاز |
| ----------------- | ---- | --- | ----- | ---- | ----- | ------- | ------- | ------ |
| کلانتان           | ۶    | ۴   | ۱     | ۱    | ۱۴    | ۰۹      | ۵       | ۱۳     |
| دانانگ            | ۶    | ۴   | ۰     | ۲    | ۱۱    | ۱۲      | ۱       | ۱۲     |
| مازیا             | ۶    | ۲   | ۱     | ۳    | ۱۳    | ۱۲      | -۱      | ۷      |
| آیه‌یاوادی یونایتد | ۶    | ۱   | ۰     | ۵    | ۹     | ۱۴      | -۵      | ۳      |

### گروه H
| تیم             | بازی | برد | تساوی | باخت | گل‌زده | گل‌خورده | تفاضل‌گل | امتیاز |
| --------------- | ---- | --- | ----- | ---- | ----- | ------- | ------- | ------ |
| بنگال شرقی      | ۶    | ۴   | ۲     | ۰    | ۱۳    | ۶       | ۷       | ۱۴     |
| سلانگور         | ۶    | ۲   | ۲     | ۲    | ۱۲    | ۱۱      | ۱       | ۸      |
| سوان تان سایگون | ۶    | ۲   | ۲     | ۲    | ۹     | ۱۲      | -۳      | ۸      |
| تامپینس روفرز   | ۶    | ۰   | ۲     | ۴    | ۱۲    | ۱۷      | -۵      | ۲      |

## مرحله حذفی
در مرحله حذفی، ۱۶ تیم به صورت تک‌حذفی به رقابت پرداختند. در مراحل یک‌چهارم نهایی و نیمه نهایی، هر بازی به رفت و برگشت برگزار شد، در حالی که در مرحله یک‌هشتم نهایی و فینال، هر بازی به صورت تک‌بازی برگزار شد. در صورت لزوم، از قانون گل زده در خانه حریف (برای بازی‌های رفت و برگشت)، وقت اضافه (گل‌های زده شده در خانه حریف در وقت اضافه اعمال نمی‌شوند) و ضربات پنالتی برای تعیین برنده استفاده شد.

### نمودار
|  | یک‌هشتم نهایی       | یک‌هشتم نهایی |            |                 | یک‌چهارم نهایی | یک‌چهارم نهایی | یک‌چهارم نهایی | یک‌چهارم نهایی |  |  | نیمه نهایی | نیمه نهایی | نیمه نهایی | نیمه نهایی |  |  | فینال | فینال |  |
|  |                    |              |            |                 |               |               |               |               |  |  |            |            |            |            |  |  |       |       |  |
|  | القادسیه           | ۴            |            |                 |               |               |               |               |  |  |            |            |            |            |  |  |       |       |  |
|  | القادسیه           | ۴            |            |                 |               |               |               |               |  |  |            |            |            |            |  |  |       |       |  |
|  | فنجاء              | ۰            |            |                 |               |               |               |               |  |  |            |            |            |            |  |  |       |       |  |
|  | فنجاء              | ۰            |            | القادسیه (گ.ز.) | ۰             | ۲             | ۲             |               |  |  |            |            |            |            |  |  |       |       |  |
|  |                    |              |            | القادسیه (گ.ز.) | ۰             | ۲             | ۲             |               |  |  |            |            |            |            |  |  |       |       |  |
|  |                    |              | الشرطه     | ۰               | ۲             | ۲             |               |               |  |  |            |            |            |            |  |  |       |       |  |
|  | اربیل              | ۳            | الشرطه     | ۰               | ۲             | ۲             |               |               |  |  |            |            |            |            |  |  |       |       |  |
|  | اربیل              | ۳            |            |                 |               |               |               |               |  |  |            |            |            |            |  |  |       |       |  |
|  | الشرطه (و.ا.)      | ۴            |            |                 |               |               |               |               |  |  |            |            |            |            |  |  |       |       |  |
|  | الشرطه (و.ا.)      | ۴            |            | القادسیه        | ۲             | ۱             | ۳             |               |  |  |            |            |            |            |  |  |       |       |  |
|  |                    |              |            |                 |               |               |               |               |  |  |            |            |            |            |  |  |       |       |  |
|  |                    |              | الفیصلی    | ۱               | ۰             | ۱             |               |               |  |  |            |            |            |            |  |  |       |       |  |
|  | کلانتان            | ۰            | الفیصلی    | ۱               | ۰             | ۱             |               |               |  |  |            |            |            |            |  |  |       |       |  |
|  | کلانتان            | ۰            |            |                 |               |               |               |               |  |  |            |            |            |            |  |  |       |       |  |
|  | کیتچی              | ۲            |            |                 |               |               |               |               |  |  |            |            |            |            |  |  |       |       |  |
|  | کیتچی              | ۲            |            | کیتچی           | ۱             | ۱             | ۲             |               |  |  |            |            |            |            |  |  |       |       |  |
|  |                    |              |            | کیتچی           | ۱             | ۱             | ۲             |               |  |  |            |            |            |            |  |  |       |       |  |
|  |                    |              | الفیصلی    | ۲               | ۲             | ۴             |               |               |  |  |            |            |            |            |  |  |       |       |  |
|  | الفیصلی            | ۳            | الفیصلی    | ۲               | ۲             | ۴             |               |               |  |  |            |            |            |            |  |  |       |       |  |
|  | الفیصلی            | ۳            |            |                 |               |               |               |               |  |  |            |            |            |            |  |  |       |       |  |
|  | الرفاع             | ۱            |            |                 |               |               |               |               |  |  |            |            |            |            |  |  |       |       |  |
|  | الرفاع             | ۱            |            | القادسیه        | ۰             |               |               |               |  |  |            |            |            |            |  |  |       |       |  |
|  |                    |              |            |                 |               |               |               |               |  |  |            |            |            |            |  |  |       |       |  |
|  |                    |              | الکویت     | ۲               |               |               |               |               |  |  |            |            |            |            |  |  |       |       |  |
|  | نیو رادیانت (و.ا.) | ۲            | الکویت     | ۲               |               |               |               |               |  |  |            |            |            |            |  |  |       |       |  |
|  | نیو رادیانت (و.ا.) | ۲            |            |                 |               |               |               |               |  |  |            |            |            |            |  |  |       |       |  |
|  | سلانگور            | ۰            |            |                 |               |               |               |               |  |  |            |            |            |            |  |  |       |       |  |
|  | سلانگور            | ۰            |            | نیو رادیانت     | ۲             | ۰             | ۲             |               |  |  |            |            |            |            |  |  |       |       |  |
|  |                    |              |            | نیو رادیانت     | ۲             | ۰             | ۲             |               |  |  |            |            |            |            |  |  |       |       |  |
|  |                    |              | الکویت     | ۷               | ۵             | ۱۲            |               |               |  |  |            |            |            |            |  |  |       |       |  |
|  | الکویت (پ)         | ۱ (۴)        | الکویت     | ۷               | ۵             | ۱۲            |               |               |  |  |            |            |            |            |  |  |       |       |  |
|  | الکویت (پ)         | ۱ (۴)        |            |                 |               |               |               |               |  |  |            |            |            |            |  |  |       |       |  |
|  | دهوک               | ۱ (۱)        |            |                 |               |               |               |               |  |  |            |            |            |            |  |  |       |       |  |
|  | دهوک               | ۱ (۱)        |            | الکویت          | ۴             | ۳             | ۷             |               |  |  |            |            |            |            |  |  |       |       |  |
|  |                    |              |            |                 |               |               |               |               |  |  |            |            |            |            |  |  |       |       |  |
|  |                    |              | بنگال شرقی | ۲               | ۰             | ۲             |               |               |  |  |            |            |            |            |  |  |       |       |  |
|  | بنگال شرقی         | ۵            | بنگال شرقی | ۲               | ۰             | ۲             |               |               |  |  |            |            |            |            |  |  |       |       |  |
|  | بنگال شرقی         | ۵            |            |                 |               |               |               |               |  |  |            |            |            |            |  |  |       |       |  |
|  | یانگون یونایتد     | ۱            |            |                 |               |               |               |               |  |  |            |            |            |            |  |  |       |       |  |
|  | یانگون یونایتد     | ۱            |            | بنگال شرقی      | ۱             | ۱             | ۲             |               |  |  |            |            |            |            |  |  |       |       |  |
|  |                    |              |            | بنگال شرقی      | ۱             | ۱             | ۲             |               |  |  |            |            |            |            |  |  |       |       |  |
|  |                    |              | سمن پادانگ | ۰               | ۱             | ۱             |               |               |  |  |            |            |            |            |  |  |       |       |  |
|  | سمن پادانگ         | ۲            | سمن پادانگ | ۰               | ۱             | ۱             |               |               |  |  |            |            |            |            |  |  |       |       |  |
|  | سمن پادانگ         | ۲            |            |                 |               |               |               |               |  |  |            |            |            |            |  |  |       |       |  |
|  | دانانگ             | ۱            |            |                 |               |               |               |               |  |  |            |            |            |            |  |  |       |       |  |

### یک‌هشتم نهایی
مسابقات مرحله یک‌هشتم نهایی بر اساس نتایج مرحله گروهی تعیین شد. هر مسابقه به صورت یک بازی برگزار شد که میزبان آن برندگان هر گروه (تیم ۱) در مقابل نایب قهرمانان گروه دیگر (تیم ۲) بودند.
| تیم ۱          | نتیجه              | تیم ۲          |
| منطقه غرب آسیا | منطقه غرب آسیا     | منطقه غرب آسیا |
| -------------- | ------------------ | -------------- |
| الکویت         | ۱–۱ (و.ا.) (۴–۱ پ) | دهوک           |
| الفیصلی        | ۳–۱                | الرفاع         |
| اربیل          | ۳–۴                | الشرطه         |
| القادسیه       | ۴–۰                | فنجاء          |
| منطقه شرق آسیا |                    |                |
| سمن پادانگ     | ۲–۱                | دانانگ         |
| کلانتان        | ۰–۲                | کیتچی          |
| نیو رادیانت    | ۲–۰ (و.ا.)         | سلانگور        |
| بنگال شرقی     | ۵–۱                | یانگون یونایتد |

### یک‌چهارم نهایی
قرعه‌کشی مرحله یک‌چهارم نهایی، نیمه نهایی و فینال (برای تعیین تیم میزبان) در ۲۰ ژوئن ۲۰۱۳ برگزار شد. در این قرعه‌کشی، تیم‌های مناطق مختلف می‌توانستند با یکدیگر بازی کنند و قانون «حمایت از کشور» اعمال شد: اگر دو تیم از یک فدراسیون وجود داشته باشند، نمی‌توانند در مرحله یک‌چهارم نهایی با یکدیگر بازی کنند.
| تیم ۱       | نتیجه نهایی | تیم ۲      | بازی رفت | بازی برگشت |
| ----------- | ----------- | ---------- | -------- | ---------- |
| القادسیه    | ۲–۲ (گ.ز.)  | الشرطه     | ۰–۰      | ۲–۲        |
| کیتچی       | ۲–۴         | الفیصلی    | ۱–۲      | ۱–۲        |
| نیو رادیانت | ۲–۱۲        | الکویت     | ۲–۷      | ۰–۵        |
| بنگال شرقی  | ۲–۱         | سمن پادانگ | ۱–۰      | ۱–۱        |

### نیمه نهایی
| تیم ۱    | نتیجه نهایی | تیم ۲      | بازی رفت | بازی برگشت |
| -------- | ----------- | ---------- | -------- | ---------- |
| القادسیه | ۳–۱         | الفیصلی    | ۲–۱      | ۱–۰        |
| الکویت   | ۷–۲         | بنگال شرقی | ۴–۲      | ۳–۰        |

### فینال
| القادسیه | ۰–۲    | الکویت                  |
| -------- | ------ | ----------------------- |
|          | Report | روژرینیو ۵۲' · جمعه ۶۴' |

## قهرمان
| قهرمان ای‌اف‌سی کاپ ۲۰۱۳ |
| ---------------------- |
| الکویت                 |
| سومین قهرمانی          |